# Tapioles (kommunhuvudort)
Tapioles är en kommunhuvudort i Spanien.   Den ligger i provinsen Provincia de Zamora och regionen Kastilien och Leon, i den nordvästra delen av landet, 220 km nordväst om huvudstaden Madrid. Tapioles ligger 688 meter över havet och antalet invånare är 206.
Terrängen runt Tapioles är platt. Runt Tapioles är det glesbefolkat, med 12 invånare per kvadratkilometer. Närmaste större samhälle är Villalpando, 7,0 km öster om Tapioles. Trakten runt Tapioles består till största delen av jordbruksmark.